# Джоанна Плоновська
Джоанна Плоновська (пол. Joanna Płonowska; нар. 13 березня 1987, Польща) — польська футболістка, нападниця. Виступала за національну збірну Польщі.

## Клубна кар'єра
Футбольну кар'єру розпочала в «Оріоні» (Плужниця). Потім перейшла до «Медика» (Конін), з яким двічі ставала володаркою кубку Польщі (2004/05, 2005/06), а також ставала фіналісткою вище вказаного турніру (2006/07). У 2009 році стала гравчинею КС АЗС (Вроцлав). У сезоні 2014/15 років захищала кольори «Заглемб'є» (Люблін).

## Кар'єра в збірній
Зіграла 6 матчів за дівочу збірну Польщі (WU-16/WU-17) та 19 матчів за жіночу молодіжну збірну Польщі (WU-19). У футболці національної збірної Польщі дебютувала 16 червня 2007 року у відбірковому матчі чемпіонату Європи 2009 року. Загалом провелаза національну команду щонайменше 7 матчів.